# Vargasiella
Vargasiella is een geslacht van orchideeën uit de onderfamilie Epidendroideae.
Het zijn zeldzame en weinig bekende epifytische planten uit het noorden van Zuid-Amerika met een monopodiale groei en een trosvormige bloeiwijze.

## Naamgeving en etymologie
Vargasiella is vernoemd naar de Peruaanse botanicus Julio César Vargas Calderón (1903-2002), die de typesoort in 1942 in Cuzco (Peru) ontdekte.

## Taxonomie
Dressler nam het geslacht Vargasiella in 1993 aanvankelijk op in de subtribus Zygopetalinae, maar merkte op dat het beter in een aparte subtribus Vargasiellinae thuishoorde. Die plaatsing is ondertussen bevestigd door Romero en Carnevali (1993) en door Szlachetko (1995).
Het geslacht omvat twee soorten. De typesoort is Vargasiella peruviana.

## Soorten
- Vargasiella peruviana C.Schweinf. (1952)
- Vargasiella venezuelana C.Schweinf. (1958)